# Републикански път III-812
Републикански път IIІ-812 е третокласен път, част от Републиканската пътна мрежа на България, преминаващ изцяло по територията на област Монтана. Дължината му е 17 km.
Пътят се отклонява надясно при 73,4 км на Републикански път II-81 северно от село Бързия и се насочва на югоизток през северните, ниски разклонения на планината Козница (част от Западна Стара планина). При село Спанчевци слиза в западната част на Вършецката котловина, завива на изток, а след това на североизток, минава през центъра на град Вършец и на 3,4 km след града се свързва с Републикански път III-162 при неговия 24,6 km.
| Пътища, отклоняващи се надясно (населено място, № на пътя, посока на пътя) | km   | Пътища, отклоняващи се наляво (посока на пътя, № на пътя, населено място) |
| -------------------------------------------------------------------------- | ---- | ------------------------------------------------------------------------- |
| Община Берковица II-81, 73,4 km →                                          | 0,0  | → 73,4 km, II-81, Община Берковица                                        |
| (за с. Бързия) общински път ←                                              | 1,9  | → общински път (за с. Ягодово)                                            |
| (за Клисурски манастир) общински път ←                                     | 4,1  |                                                                           |
|                                                                            | 5,5  | → общински път (за с. Слатина)                                            |
| Община Вършец                                                              | 6    | Община Вършец                                                             |
| с. Спанчевци                                                               | 8,4  | с. Спанчевци                                                              |
| гр. Вършец                                                                 | 13,6 | гр. Вършец                                                                |
| (от Гара Лакатник) III-162 24,6 km →                                       | 17,0 | → 24,6 km III-162 (до 131,2 km на I-1)                                    |